# 페르미 기체
페르미 기체(Fermi gas) 또는 자유전자기체는 상호작용이 없는 페르미온들의 집합이다. 이 기체는 페르미온 형태를 가지는 이상기체의 양자역학적 형태이다. 대체로 전자나 금속, 그리고 반도체와 중성자별 내부의 중성자를 페르미 기체로 생각할 수 있다. 열평형을 이룬 페르미 기체에서 페르미온의 에너지 분포는 밀도, 온도, 그리고 페르미-디랙 통계에 의한 가능한 에너지 상태에 의하여 결정된다. 파울리 배타 원리에 의해 한 양자 상태에 두 개 이상의 페르미온이 위치할 수 없다. 따라서 절대 영도에서의 페르미 기체의 총 에너지량은 입자수와 바닥상태의 에너지를 갖는 단일 입자보다 크다. 이러한 이유로, 페르미 기체의 압력은 이상기체와는 달리 절대 영도에서 0이 아닌 값을 나타낸다. 이른바 축퇴압력 이라 불리는 이것은 중성자별(중성자 페르미 기체)이나 백색왜성(전자 페르미 기체) 내부의 중력의 당기는 힘에 대항하여 안정화시킨다.
기체가 축퇴되는 것으로 여겨지고, 이것으로 페르미 온도를 정의할 수 있다. 이 온도는 페르미온의 질량과 에너지 상태밀도에 의존한다. 금속에서, 전자 기체의 페르미 온도는 일반적으로 수천 캘빈이므로, 축퇴되었다고 생각할 수 있다. 절대영도에서 페르미온이 가지는 최대 에너지를 페르미 에너지라고 한다. 운동량 공간에서의 페르미 에너지의 표면은 페르미 면으로 알려져 있다.
상호작용이 정의에 의해 무시되었기 때문에 페르미 가스의 평형성이나 역학적인 특성을 처리하는 문제는 한개의 독립된 한개의 입자의 특성을 공부하는 것으로 줄어든다. 그와 같은 입장으로, 상대적으로 다루기 쉽고 더욱 발전된 이론(페르미 액체 이론이나 상호 작용에서의 섭동이론)의 상호작용을 고려한 정확도 있는 출발점의 형태를 가진다.

## 같이 보기.
- 보스 기체
- 자유 전자 모델
- 상자 안의 기체
- 이상 기체

## 같이 보기
- 보스 기체
- 페르미온 응축